# 多馬尼夫卡 (伊萬基夫區)
51°4′38″N 29°58′48″E / 51.07722°N 29.98000°E
多馬尼夫卡（烏克蘭語：Доманівка）是位於烏克蘭北部的村莊，由基辅州维什霍罗德区的伊萬基夫市鎮負責管轄。該村面積2.1平方公里，海拔高度125米，2001年人口217，人口密度每平方公里103.3人。